# Арьеж
Арье́ж (фр. Ariège, окс. Arièja) — департамент на юге Франции, один из департаментов региона Окситания. Порядковый номер — 9. Административный центр — Фуа. Население — 157 582 человека (95-е место среди департаментов, данные 2010 года).

## География
Площадь территории — 4890 км². Департамент на юге граничит с Испанией и Андоррой. Рельеф определяется расположением департамента в горной системе Пиренеев.

## История

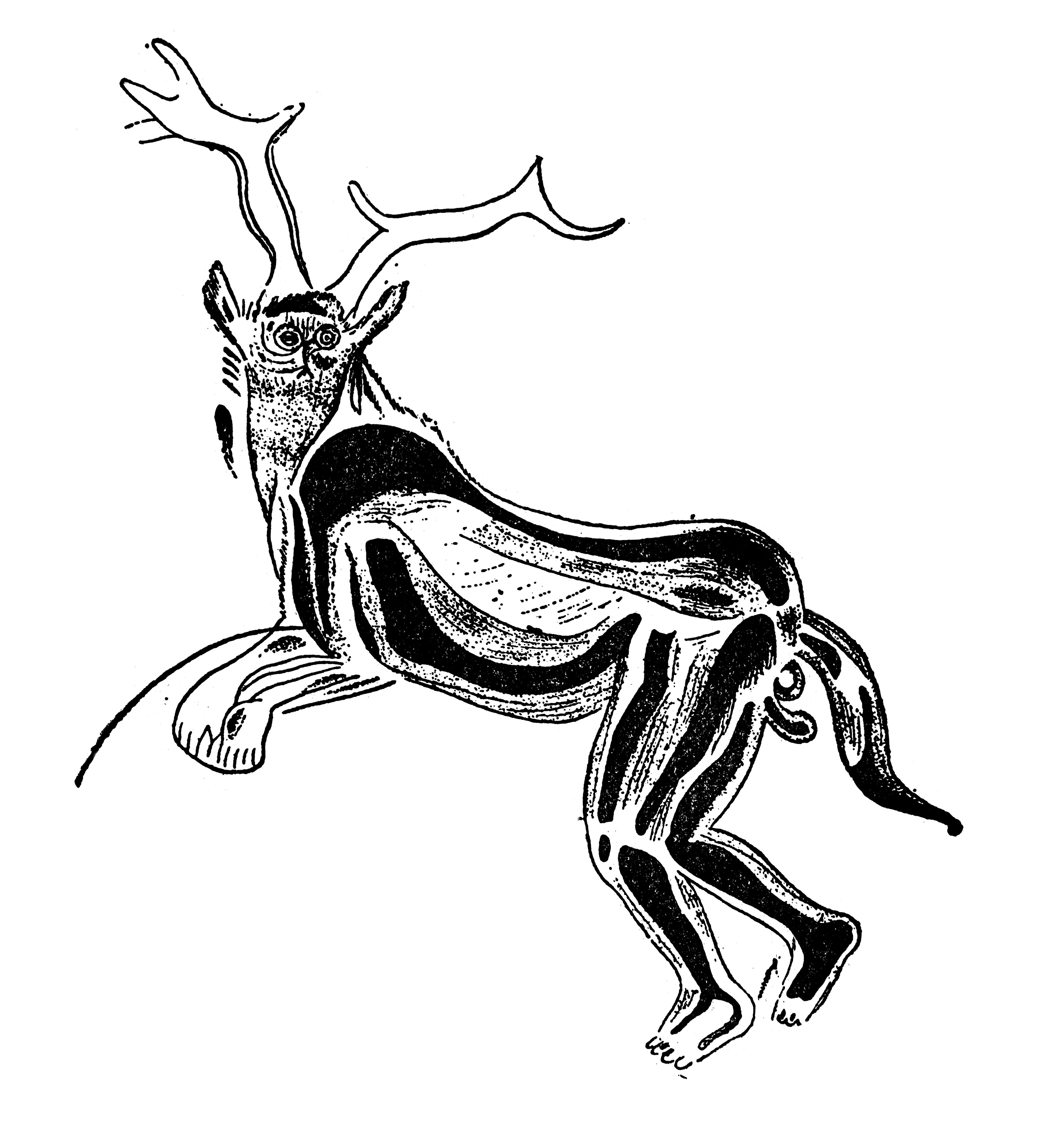
Изображение Колдун-шаман из пещеры Труа-Фрер

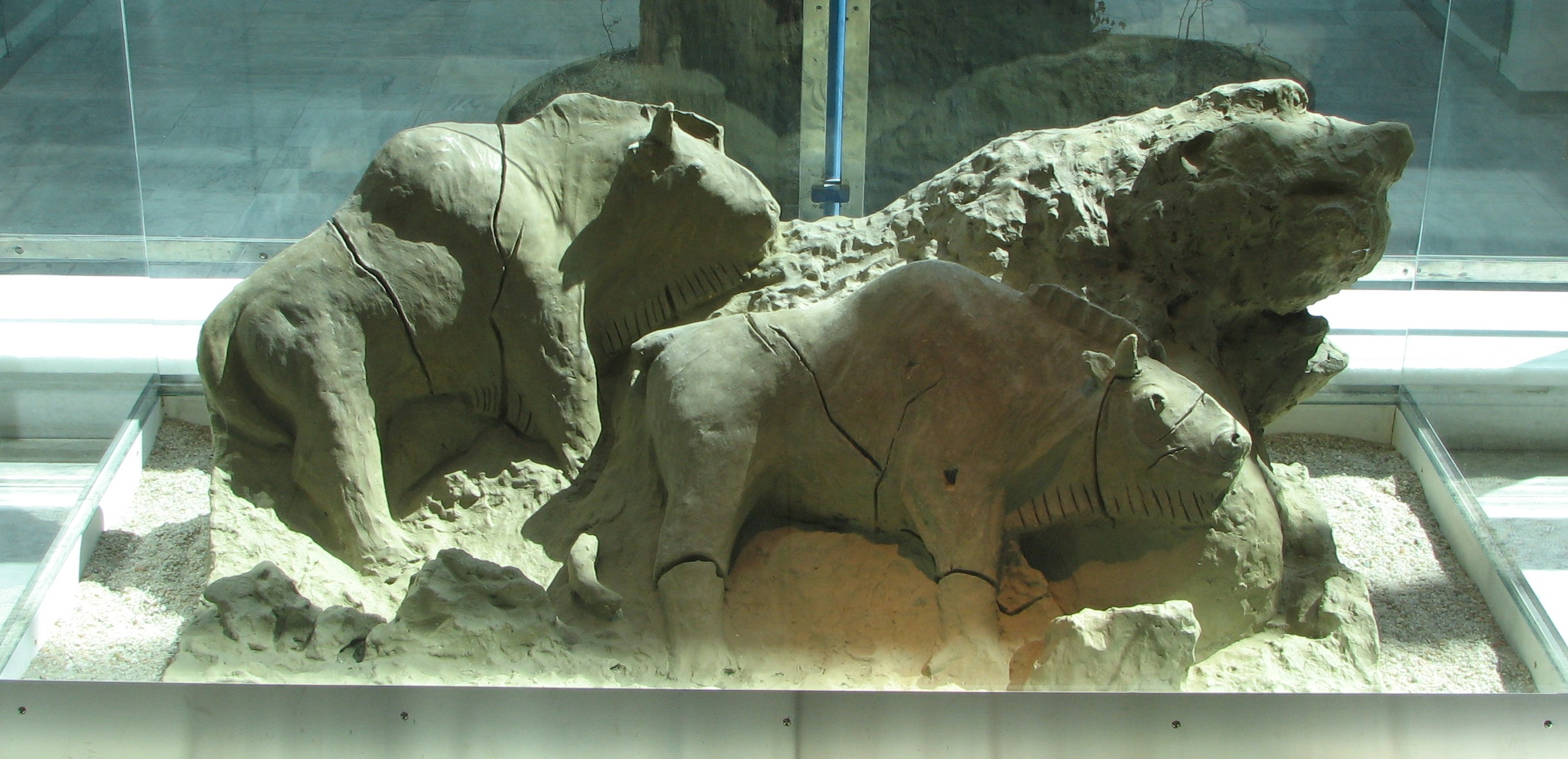
Скульптуры зубров в пещере Тюк д’Одубер

Арьеж — один из первых 83 департаментов, образованных во время Великой французской революции в марте 1790 года. Возник на территории бывших графств Фуа и Кузран. Название происходит от одноименной реки.
В 1912 году Анри Бегуэн обнаружил на стенах пещеры Тюк д’Одубер, непосредственно примыкающей к пещере Трёх братьев, изображения бизонов. Выгравированное в пещере изображение фигуры в маске навело учёных на мысль о существовании в древних сообществах шаманов и колдунов. Изображения находились под слоем сталактитов, их возраст составлял более 10 000 лет. Под ними нашли скульптуры зубров. Пещера Анлен — одна из самых богатых пещер Арьежских Пиренеев с украшениями мадленской культуры (13—14 тыс. л. н.). Пещера Нио́ в коммуне Ньо является частью более обширной геологической системы, включающей пещеры Sabart и Lombrives, расположенные в холме Cap de la Lesse de Bialac. Особую ценность представляют наскальные рисунки, тщательно выполненные в чёрном стиле, характерном для классической мадленской культуры.

## Административно-территориальное деление
Департамент включает 3 округа, 22 кантона и 332 коммуны.